# Світловий промінь

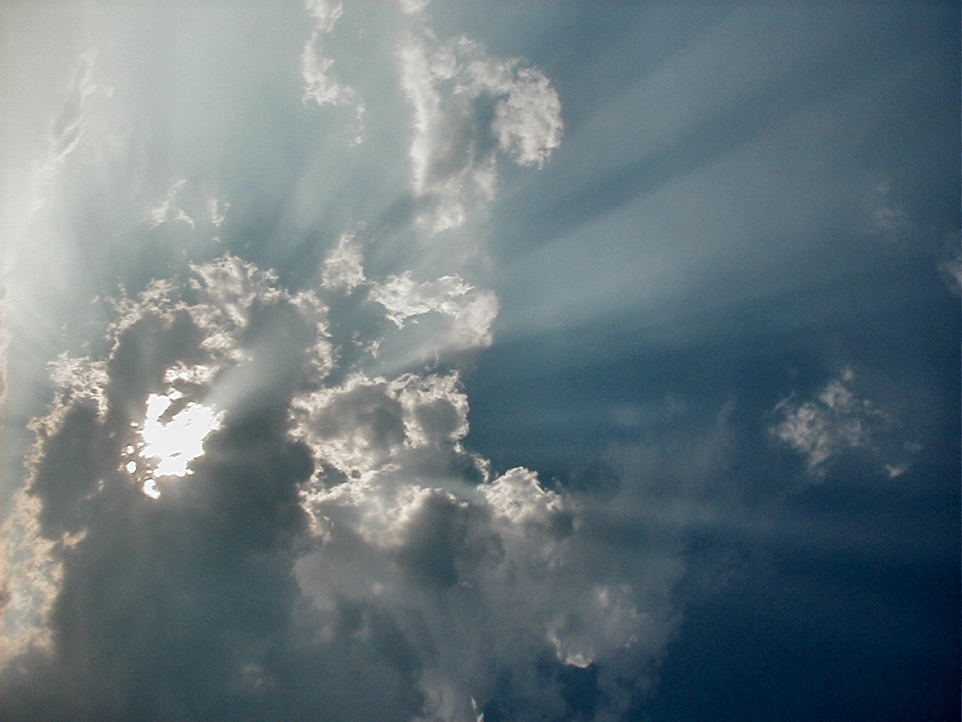
Сонячний промінь

Світлови́й про́мінь — світлова смуга, що виходить із якого-небудь джерела світла чи предмета, або лінія, вздовж якої відбувається перенесення світлової енергії.
Світловий промінь є головним поняттям геометричної оптики, яка розглядає світло не як електромагнітну хвилю, а як частинку — фотон. Відповідно не враховуються ані хвильові властивості світла (інтерференція, дифракція), ані корпускулярні (нелінійні оптичні ефекти).
В однорідному середовищі світловий промінь — пряма лінія. Проте за неоднорідного середовища траєкторія світла може бути складною. Напрям розповсюдження світла змінюється, коли воно заломлюється на кордоні розмежування двох середовищ або відбивається від нього. Крім того, світло зазвичай випромінюється джерелами, що мають скінченні розміри. При цьому напрям розповсюдження електромагнітної хвилі різний у різних місцях простору. У тих випадках, коли довжина хвилі світла значно менша за розміри тіл, у системі можна приблизно розглядати світло у невеличких обширах простору як плоскі хвилі. Кожна така плоска хвиля характеризується хвильовим вектором, що задає напрямок розповсюдження. З'єднавши точки простору лініями, дотичні до яких збігаються з локальними напрямками розповсюдження, отримаємо світлові промені.

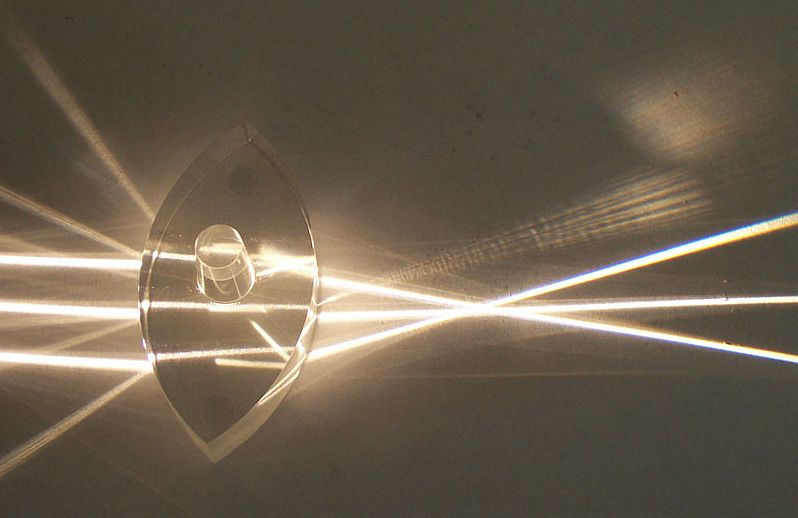
Заломлення й розсіяння променів лінзою

У плоскої хвилі всі світлові промені паралельні. Світлові промені однаково розходяться в усі боки від точкового джерела світла, яке задає сферичну хвилю.
Світлові промені можна спостерігати завдяки розсіяному світлу, якщо в середовищі є досить центрів розсіювання.
Вперше український неологізм використала письменниця Леся Українка.

## Виноски
1. ↑  Промінь // Словник української мови : в 11 т. — Київ : Наукова думка, 1970—1980.
2. ↑  В.Г. Колобродов (2017). ХВИЛЬОВА ОПТИКА. Київ: КПІ імені І. Сікорського. с. 210. {{cite book}}: Зовнішнє посилання в |title= (довідка)